# Jenny Meadows
Jennifer Brenda Meadows (Wigan, 17 aprile 1981) è una mezzofondista e velocista britannica.

## Record nazionali

### Juniores
- Staffetta 4×400 metri: 3'33"82  ( Santiago del Cile, ottobre 2000)

### Seniores
- 600 metri indoor: 1'25"81 (2007)
- 800 metri indoor: 1'58"43  ( Doha, 14 marzo 2010)

## Progressione

### 400 metri piani
| Stagione | Risultato | Luogo      | Data           | Rank. Mond. |
| -------- | --------- | ---------- | -------------- | ----------- |
| 2007     | 53"20     | Leida      | 9-6-2007       | -           |
| 2006     | 52"84     | Birmingham | 19 agosto 2006 | -           |
| 2005     | 52"69     | Manchester | 18-6-2005      | -           |
| 2004     | -         | -          | -              | -           |
| 2003     | 52"67     | Bedford    | 29-6-2003      |             |

### 400 metri piani indoor
| Stagione  | Risultato | Luogo      | Data      | Rank. Mond. |
| --------- | --------- | ---------- | --------- | ----------- |
| 2011      | 53"50     | Sheffield  | 12-2-2011 | -           |
| 2010/2007 | -         | -          | -         | -           |
| 2006      | 54"42     | Manchester | 7-1-2006  | -           |
| 2004      | 52"89     | Sheffield  | 8-2-2004  | -           |
| 2003      | 52"74     | Birmingham | 14-3-2003 | -           |
| 2002      | 53"25     | Glasgow    | 20-1-2002 |             |

### 800 metri piani
| Stagione  | Risultato | Luogo             | Data      | Rank. Mond. |
| --------- | --------- | ----------------- | --------- | ----------- |
| 2011      | 1'58"60   | Londra            | 5-8-2011  | -           |
| 2010      | 1'58"88   | Spalato           | 4-9-2010  | -           |
| 2009      | 1'57"93   | Berlino           | 19-8-2009 | -           |
| 2008      | 1'59"11   | Paris Saint-Denis | 18-7-2008 | -           |
| 2007      | 1'59"39   | Osaka             | 26-8-2007 | -           |
| 2006      | 2'00"16   | Gateshead         | 11-6-2006 | -           |
| 2005      | 2'02"05   | Londra            | 22-7-2005 | -           |
| 2004/2003 | -         | -                 | -         | -           |
| 2002      | 2'04"46   | Riga              | 21-5-2002 | -           |

### 800 metri piani indoor
| Stagione | Risultato | Luogo      | Data      | Rank. Mond. |
| -------- | --------- | ---------- | --------- | ----------- |
| 2011     | 1'59"22   | Birmingham | 19-2-2011 | -           |
| 2010     | 1'58"43   | Doha       | 14-3-2010 | -           |
| 2009     | 1'59"52   | Birmingham | 21-2-2009 | -           |
| 2008     | 1'59"73   | Valencia   | 8-3-2008  | -           |
| 2007     | 1'59"88   | Birmingham | 17-2-2007 | -           |
| 2006     | 2'02"41   | Sheffield  | 12-2-2006 | -           |
| 2005     | 2'03"70   | Sheffield  | 12-2-2005 | -           |
| 2004     | 2'06"84   | Glasgow    | 24-1-2004 | -           |
| 2003     | 2'08"50   | Glasgow    | 2-2-2003  | -           |
| 2002     | 2'03"35   | Birmingham | 17-2-2002 | -           |

## Palmarès
| Anno | Manifestazione          | Sede              | Evento      | Risultato  | Prestazione | Note                                     |
| ---- | ----------------------- | ----------------- | ----------- | ---------- | ----------- | ---------------------------------------- |
| 2000 | Mondiali juniores       | Santiago del Cile | 400 m piani | Semifinale | 54"27       |                                          |
| 2000 | Mondiali juniores       | Santiago del Cile | 4×400 m     | Oro        | 3'33"82     | Miglior prestazione mondiale under 20    |
| 2001 | Europei under 23        | Amsterdam         | 4×400 m     | Oro        | 3'31"74     |                                          |
| 2003 | Mondiali indoor         | Birmingham        | 400 m piani | Semifinale | 53"36       |                                          |
| 2006 | Mondiali indoor         | Mosca             | 800 m piani | Semifinale | 2'03"95     |                                          |
| 2007 | Europei indoor          | Birmingham        | 800 m piani | 5ª         | 2'00"25     |                                          |
| 2007 | Mondiali                | Osaka             | 800 m piani | Semifinale | 1'59"39     | Miglior prestazione personale            |
| 2008 | Mondiali indoor         | Valencia          | 800 m piani | 5ª         | 2'03"51     |                                          |
| 2008 | Giochi olimpici         | Pechino           | 800 m piani | Semifinale | 1'59"43     |                                          |
| 2009 | Europei indoor          | Torino            | 800 m piani | 4ª         | 2'00"42     |                                          |
| 2009 | Mondiali                | Berlino           | 800 m piani | Bronzo     | 1'57"93     | Miglior prestazione personale            |
| 2009 | Mondiali                | Berlino           | 4×400 m     | Bronzo     | 3'25"16     | Miglior prestazione personale stagionale |
| 2010 | Mondiali indoor         | Doha              | 800 m piani | Argento    | 1'58"43     | Record nazionale                         |
| 2010 | Europei                 | Barcellona        | 800 m piani | Argento    | 1'59"39     |                                          |
| 2011 | Europei indoor          | Parigi            | 800 m piani | Oro        | 2'00"50     | [ 1 ]                                    |
| 2011 | Europei indoor          | Parigi            | 4×400 m     | Argento    | 3'31"36     |                                          |
| 2011 | Mondiali                | Taegu             | 800 m piani | Semifinale | 1'59"07     |                                          |
| 2013 | Europei indoor          | Göteborg          | 800 m piani | 4ª         | 2'01"52     |                                          |
| 2014 | Giochi del Commonwealth | Glasgow           | 800 m piani | 6ª         | 2'02"19     |                                          |
| 2015 | Europei indoor          | Praga             | 800 m piani | Finale     | dns         |                                          |
| 2015 | Mondiali                | Pechino           | 800 m piani | Semifinale | 2'00"53     |                                          |
| 2016 | Europei                 | Amsterdam         | 800 m piani | Semifinale | 2'03"13     |                                          |

## Altre competizioni internazionali
2008
- 7ª alla World Athletics Final ( Stoccarda), 800 m piani - 2'00"80

2009
- Bronzo alla World Athletics Final ( Salonicco), 800 m piani - 2'00"41

2010
- 4ª in Coppa continentale ( Spalato), 800 m piani - 1'58"88

2011
- Vincitrice della Diamond League nella specialità degli 800 m piani (11 punti)